# Paêbirú
Paêbirú: Caminho da Montanha do Sol, também conhecido simplesmente por Paêbirú ou Peabiru é um álbum de Lula Côrtes e Zé Ramalho, lançado no ano de 1975 pela extinta gravadora Rozenblit. Foi o primeiro e único álbum lançado da parceria entre os dois. Também foi o segundo álbum de Lula Côrtes e o primeiro de Zé Ramalho.
O disco contém uma grande miscelânea de gêneros musicais como o rock psicodélico, jazz, e ritmos regionais do Nordeste Brasileiro. Foi um dos primeiros discos não declarados da psicodélia brasileira. O disco é hoje o vinil com maior valor comercial no Brasil. Bem conservado, um disco da edição original vale em torno de 4 mil reais. O álbum original vem acompanhado de um livro que traz estudos sobre a região e informações sobre a lenda do Caminho da Montanha do Sol.

## Contexto
A principal inspiração dos músicos na criação do disco foi a Pedra do Ingá, situada no município de Ingá, no interior da Paraíba. A dupla caminhou até o local em uma expedição na qual usaram cogumelos alucinógenos. No decorrer da criação do disco, a variedade de lendas sobre Sumé – entidade mitológica em que os indígenas acreditavam antes da colonização – inspiraram além da faixa de abertura, diversas passagens do álbum. Outras entidades importantes da cultura brasileira, como Iemanjá, também são citadas. O Caminho da Montanha do Sol (ou "Caminho do Peabiru") mencionado em seu nome é uma estrada construída pelos indígenas guarani há mais de mil anos, que ligava o Oceano Atlântico ao Oceano Pacífico, Santa Catarina à Machu Picchu, e que passa pelo Vale do Ivaí.
O projeto foi apresentado a José Rozenblit por Lula; mais tarde, o filho de José, Hélio, enalteceria a coragem do pai e gravar uma "loucura" de dois jovens desconhecidos.

## Gravação
Segundo Hélio Rozenblit, o álbum foi gravado de maneira bastante improvisada, com Zé Ramalho gravando suas partes no violão, depois Lula completando o tricórdio (uma variação do bandolim) e os demais músicos colocando suas partes por cima. Alguns erros de gravação e mixagem foram propositalmente deixados no resultado final.

## Lançamento, perda de cópias e relançamentos
O álbum original, que vem acompanhado de um livro que traz estudos sobre a região e informações sobre a lenda do Caminho da Montanha do Sol, teve prensagem única de 1.300 exemplares. Destes, em torno de 1000 se perderam em uma enchente que ocorreu em Recife em 1975, mais precisamente no Rio Capibaribe em 17 de julho. Este é o motivo para que uma das 300 cópias que se salvaram tenha valor comercial médio de 4 mil reais. As fitas originais, contudo, conseguiram ser salvas por estarem em prateleiras mais altas. Essas cópias salvas foram levadas para o Rio de Janeiro, onde Hélio Rozenblit acrescentou alguns efeitos de reverberação e eco na remasterização.
A parte gráfica do disco ficou por conta de Katia Mesel, então esposa de Lula Côrtes. O encarte e capa foi resultado de várias idas até a Pedra do Ingá.
Paêbirú foi relançado no ano de 2005 em vinil e CD na Europa pelo selo Mr. Bongo. Só foi relançado em CD no Brasil em 2012. Em 2019, foi relançado em vinil a partir das fitas originais Polysom. Em 2024, foi novamente relançado em vinil pela Polysom; na altura, o jornalista André Barcinski afirmou que o relançamento de 2019 havia sido feito com base numa versão levemente modificada do disco pela Rozenblit, e que a versão de 2024, sim, havia sido feita com base nas fitas originais. Esta nova versão de 2024 dispensa os efeitos adicionados por Hélio na remasterização pós-enchente.

## Composição e letras
O nome do disco era para ter sido "Peabiru", cujo significado é próximo de "caminho para o Peru", contudo, houve uma troca de letras ao grafar o nome na capa do disco e acabou ficando "Paêbirú".
Considera-se este álbum como o fundador de uma psicodelia genuinamente brasileira, com elementos da cultura indígena. Sendo composições dos próprios Lula Côrtes e Zé Ramalho, outros músicos contribuíram para a gravação do álbum, como Alceu Valença e Geraldo Azevedo, que mais tarde alcançariam o sucesso. Alceu contribuiu com sons diversos (imitando besouros e moscas), usando celofane nos dentes para criar os efeitos.
Trata-se de um disco de vinil duplo, com onze faixas e dividido em quatro lados, cada um dedicado a um dos quatro elementos da natureza: terra, ar, fogo e água. Cada um tem uma sonoridade. Fogo é o lado mais roqueiro, Ar são músicas mais etéreas e com uso de flautas. No lado da Água, há uma parte que faz louvações a Iemanjá. Além dos longos instrumentais psicodélicos e ritmos regionais, também foram adicionados sons sintéticos paralelos aos temas. No lado "Terra", os resultados foram conseguidos através de instrumentos de percussão como tambores, flautas, congas e saxofone alto. Efeitos como aves em voo também foram produzidos, porém não de forma eletrônica. Outros instrumentos típicos como o berimbau também foram utilizados. No lado "Ar", foram introduzidas conversas, risadas, e suspiros, além de harpas e violas. "Fogo" é o lado mais pesado do disco, onde o rock e a psicodelia estão em evidência. São usados sons de guitarra elétrica distorcida, órgão e um som menos acústico. "Raga dos Raios", é até hoje considerada a melhor peça de guitarra fuzz gravada no rock nacional. Em "Água" são colocados fundos sonoros de água corrente, e letras em louvação a entidades que representam o elemento, além da incorporação de gêneros dançantes como o baião. O lado é aberto com um pai de santo cantando um ponto de Iemanjá.
Zé Ramalho quis relançar a faixa "Não Existe Molhado Igual ao Pranto" em seu disco de 1993, Cidades e Lendas, mas Lula teria exigido que Zé o pagasse pelo uso da faixa cocriada por ele. Isso teria irritado o músico, que cortou relações com o parceiro.

## Faixas
| Lado TERRA |                         |                        |         |  |
| N.º        | Título                  | Compositor(es)         | Duração |  |
| 1.         | "Trilha de Sumé"        | Lula Côrtes/Zé Ramalho | 6:30    |  |
| 2.         | "Culto à Terra"         | Lula Côrtes/Zé Ramalho | 2:11    |  |
| 3.         | "Bailado das Muscarias" | Lula Côrtes/Zé Ramalho | 4:32    |  |

| Lado AR |                                      |                                        |         |  |
| N.º     | Título                               | Compositor(es)                         | Duração |  |
| 4.      | "Harpa dos Ares"                     | Geraldo Azevedo/Lula Côrtes/Zé Ramalho | 3:56    |  |
| 5.      | "Não Existe Molhado Igual ao Pranto" | Lula Côrtes/Zé Ramalho                 | 7:23    |  |
| 6.      | "Omm"                                | Lula Côrtes/Zé Ramalho                 | 5:55    |  |

| Lado FOGO |                                                                 |                                |         |  |
| N.º       | Título                                                          | Compositor(es)                 | Duração |  |
| 7.        | "Raga dos Raios"                                                | Lula Côrtes/Zé Ramalho         | 2:25    |  |
| 8.        | "Nas Paredes da Pedra Encantada, Os Segredos Talhados Por Sumé" | Marcelo/Lula Côrtes/Zé Ramalho | 7:25    |  |
| 9.        | "Maracás de Fogo"                                               | Lula Côrtes/Zé Ramalho         | 2:26    |  |

| Lado ÁGUA      |                      |                        |         |  |
| N.º            | Título               | Compositor(es)         | Duração |  |
| 10.            | "Louvação à Iemanjá" | Lula Côrtes/Zé Ramalho | 1:53    |  |
| 11.            | "Regato da montanha" | Lula Côrtes/Zé Ramalho | 3:24    |  |
| 12.            | "Pedra Tempo Animal" | Lula Côrtes/Zé Ramalho | 4:09    |  |
| 13.            | "Sumé"               | Lula Côrtes/Zé Ramalho | 2:01    |  |
| Duração total: | Duração total:       | Duração total:         | 55:30   |  |